# Sérsekszőlős
Sérsekszőlős is een plaats (község) en gemeente in het Hongaarse comitaat Somogy. Sérsekszőlős telt 161 inwoners (2001).